# Tlhankane
Tlhankane é uma vila localizada no Distrito do Sul em Botswana. Possuía, em 2011, uma população estimada de 722 habitantes.